# Estación de Villarrasa
Villarrasa es un apeadero ferroviario situado en el municipio español homónimo, en la provincia de Huelva, comunidad autónoma de Andalucía. Cuenta con servicios de media distancia operados por Renfe. 

## Situación ferroviaria
Las instalaciones se encuentran situadas en el punto kilométrico 72,6 de la línea férrea de ancho ibérico que Sevilla-Huelva, a 74 metros de altitud, entre las estaciones de Niebla y de La Palma del Condado. Este trazado tenía como cabecera histórica la antigua estación de Sevilla-Plaza de Armas. 

## Historia
La estación fue abierta al tráfico el 15 de marzo de 1880 con la puesta en funcionamiento de la línea férrea Sevilla-Huelva. La compañía MZA fue la encargada de las obras. Si bien la concesión inicial no era suya, la adquirió a la Compañía de los Ferrocarriles de Sevilla a Huelva y a las Minas de Río Tinto en 1877 para poder extender su red hasta el oeste de Andalucía. En 1941, con la nacionalización del ferrocarril en España, las instalaciones pasaron a manos de la Red Nacional de los Ferrocarriles Españoles (RENFE). Desde enero de 2005, Adif es el titular de las instalaciones.

## Servicios ferroviarios

### Media Distancia
Los trenes de media distancia que cubren el trayecto Sevilla-Huelva tienen parada en la estación. 
| Línea MD | Trenes | Origen/Destino |  | Destino/Origen |
| -------- | ------ | -------------- |  | -------------- |
| 72       | MD     | Sevilla        |  | Huelva         |